# Таран Микола Васильович
Таран Микола Васильович — член ЦК КПУ.
Народився 12.10.1953 (с. Солоне, Вільнянський район, Запорізької області) в сім'ї робітника; українець; одружений; дочка Олена.

## Освіта
Харківський зооветеринарний інститут (1975), вчений зоотехнік.

## Трудова діяльність
Працював в будівельній бригаді птахофабрики «Червонозапорізька», навчався в інституті. З лютого 1975 — бригадир тваринницької бригади Червонозапорізької птахофабрики. Травень 1975-травень 1976 — служба в армії. З серпня 1978 — зоотехнік Червонозапорізької птахофабрики. Серпень 1978-листопад 1981 — 2-й секректар, 1-й секретар, Вільнянського райкому ЛКСМУ. 11.1981-11.1990 — голова правління колгоспу «40 років Жовтня» Вільнянського району. 11.1990-10.1991 — перший секретар Вільнянського райкому КПУ. Потім працював головним спеціалістом об'єднання «Моторобудівник», начальником бюро сільського господарства та організації громадського харчування підприємства «Мотор-Січ».
Народний депутат України 2 склик. з 04.1994 (2-й тур) до 04.1998, Леваневський виб. окр. № 180, Запоріз. обл., висунутий трудовим кол. Голова підкомітету з питань праці та зайнятості Комітету з питань соціальної політики та праці. Член депутатської фракції комуністів. На час виборів: начальник бюро підприємства «Мотор-Січ».
03.1998 — кандидата в нар. деп. України, виб. окр. № 83, Запоріз. обл. З'яв. 77,4 %, за 10,9 %, 4 місце з 13 прет. На час виборів: нар. деп. України, чл. КПУ.
Помер у листопаді 2001.

## Джерело
- Довідка